# Melania Dalla Costa
Melania Dalla Costa (Marostica, 25 de febrero de 1988), es una actriz, guionista, productora cinematográfica y activista italo francesa. Dalla Costa fue testimonio de la campaña contra la violencia hacia las mujeres de las Naciones Unidas (UNICRI) de 2019, que se llevó a cabo el 25 de noviembre, Día Internacional de la Eliminación de la Violencia contra las Mujeres.
Escribió, produjo y actuó en la película I Sogni Sospesi, proyectada en el 76º Festival Internacional de Cine de Venecia. Recibió varios premios y nominaciones por dicha película. Como actriz debutó en la serie de televisión Un posto al sole en 2014.
La actriz es la madrina del Carnaval de Venecia 2023.

## Filmografía
- Un posto al sole (2014)
- Only When I'm Alone I Find Myself and I Often Check If I'm Lost (2015)
- Cotton Prince (2016)
- Immaturi (2016)
- Mr. Snow White (2016)
- Stato di ebbrezza (2017)
- Three (2017)
- I Sogni Sospesi (2018)
- Stato di ebbrezza (2018)
- Gli Ultimi Resti (2020)
- Last Remains (2020)
- La seconda via (2022)